# تاريخ إسكتلندا

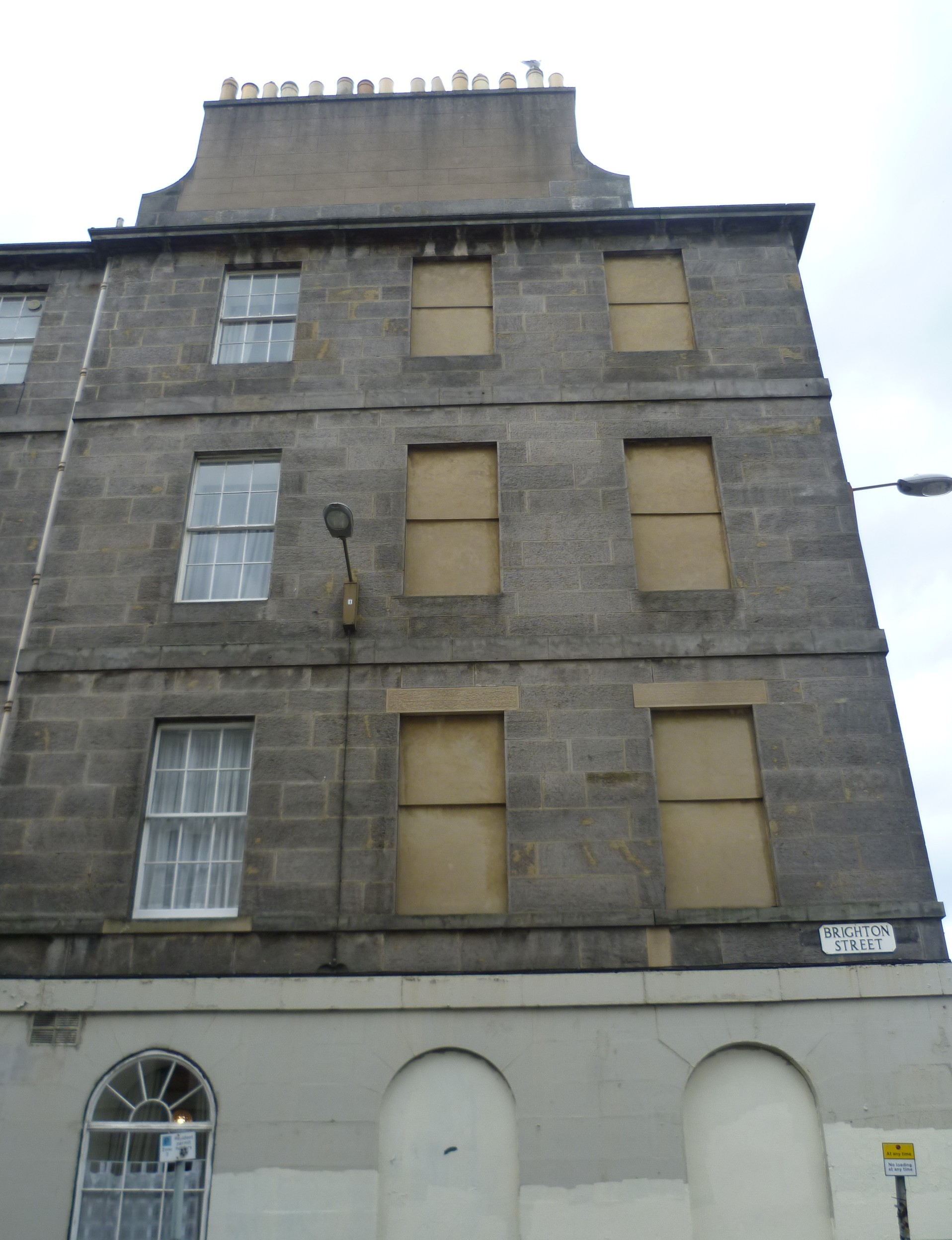
النوافذ المسدودة الناتجة عن ضريبة النوافذ التي تم رفعها عدة مرات خلال الحروب النابليونية. كان الهدف الأصلي هو تزجيج النوافذ في وقت لاحق

يبدأ التاريخ المسجل لاسكتلندا مع وصول الإمبراطورية الرومانية في القرن الأول، عندما وصلت مقاطعة بريتانيا إلى أقصى الشمال حتى الجدار الأنطوني. شمال هذا كانت كاليدونيا، التي يسكنها Picti ، والتي أجبرت انتفاضاتها جحافل روما على العودة إلى جدار هادريان. عندما انسحبت روما أخيرًا من بريطانيا، بدأ المغيرون الغيليون الذين يطلق عليهم اسم Scoti في استعمار غرب اسكتلندا وويلز. قبل العصر الروماني، دخلت اسكتلندا ما قبل التاريخ العصر الحجري الحديث حوالي 4000 قبل الميلاد، والعصر البرونزي حوالي 2000 قبل الميلاد، والعصر الحديدي حوالي 700 قبل الميلاد.
تأسست مملكة دال رياتا الغيلية على الساحل الغربي لاسكتلندا في القرن السادس. في القرن التالي، قدم المبشرون الأيرلنديون الصور الوثنية السابقة إلى المسيحية السلتية. بعد مهمة إنجلترا الغريغورية، اختار الملك البكتاني نختان إلغاء معظم الممارسات السلتية لصالح الطقوس الرومانية، وتقييد التأثير الغالي على مملكته وتجنب الحرب مع الأنجليان نورثمبريا. قرب نهاية القرن الثامن، بدأت غزوات الفايكنج، مما أجبر البيكتس والغيلز على التوقف عن عداءهم التاريخي لبعضهم البعض والاتحاد في القرن التاسع، مشكلين مملكة اسكتلندا.